# Gromada Wierzchownia
Gromada Wierzchownia war eine Verwaltungseinheit in der Volksrepublik Polen zwischen 1954 und 1959. Verwaltet wurde die Gromada vom Gromadzka Rada Narodowa, dessen Sitz sich in Wierzchownia befand und aus neun Mitgliedern bestand.

Die Gromada Wierzchownia gehörte zum Powiat Głogowski in der Woiwodschaft Zielona Góra und bestand aus den ehemaligen Gromadas Wietrzyce, Leszkowice i Kotowice der aufgelösten Gmina Białołęka.

Zum 1. Januar 1959 wurde die Gromada Wierzchownia aufgelöst und in die neugeschaffene Gromada Pęcław eingegliedert.